# 凱爾·克里切爾
凱爾·克里切爾（英語：Kyle Critchell；1987年2月18日—）是一位威爾士足球運動員。在場上的位置是後衛或中場。他現在效力於英格蘭足球甲級聯賽球隊唐卡斯特城足球俱樂部。他也代表威爾士各級國家隊參賽。

## 外部連結
- 足球数据库：凱爾·克里切爾的球员统计数据